# Claude Eugene Garton

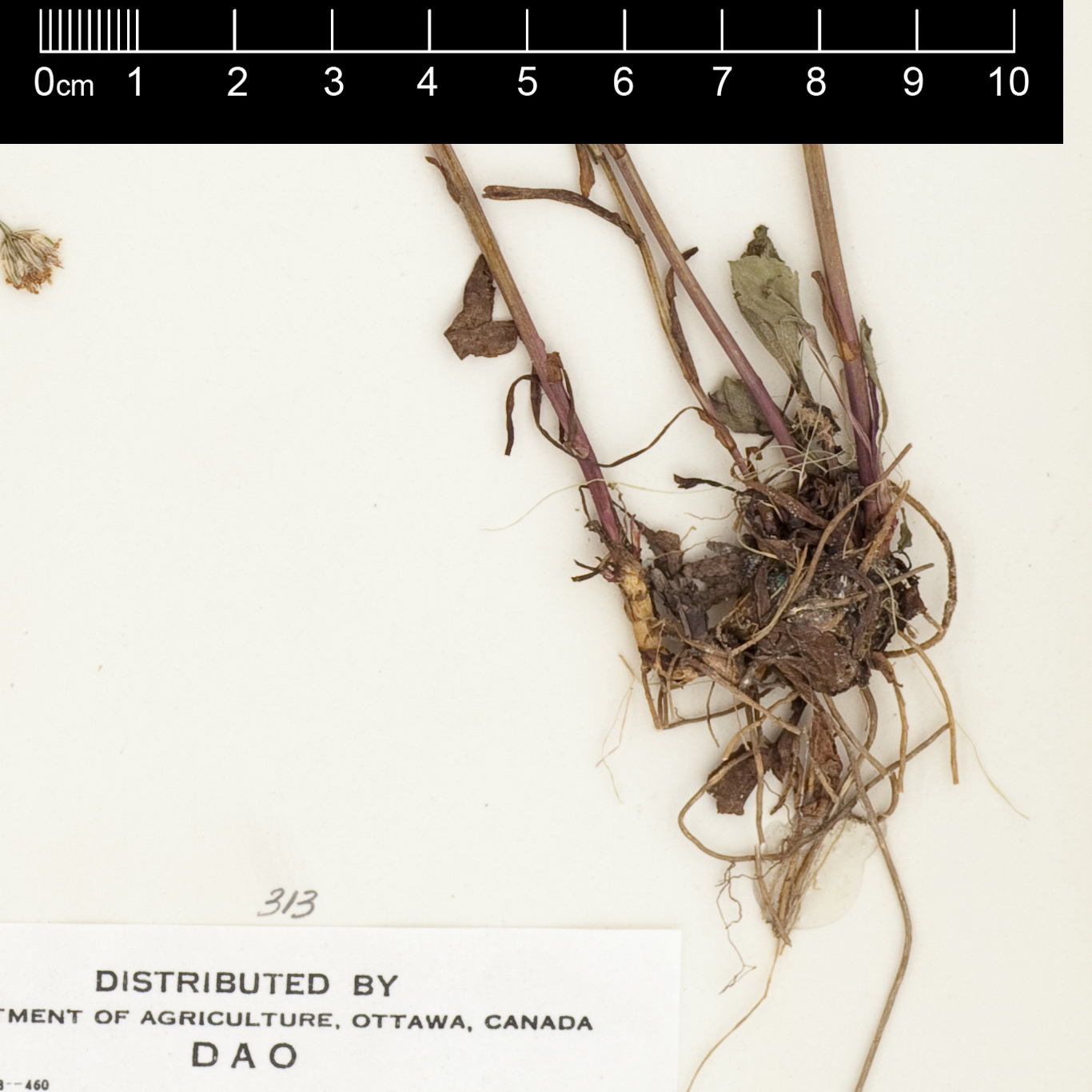
Eine der Pflanzen aus der Sammlung Garton an der Lakehead University

Claude Eugene Garton (* 26. Februar 1907 bei Aylmer, Ontario; † 1. Januar 1996) war ein kanadischer Lehrer, Field-naturalist und Botaniker; ein nach ihm benanntes Herbarium befindet sich an der Lakehead University im Norden Ontarios.

## Leben
Er war der Sohn von Joseph E. Garton aus London im Süden der Provinz Ontario und Edna M. Hoffman aus Detroit. Das Paar hatte drei weitere Kinder, nämlich Mary, Dorothy und Joan. Früh an Pflanzen interessiert, besuchte er die High School in Aylmer und St. Thomas, dann bis 1926 die London Normal School, um danach selbst zu unterrichten. Dann ging er in den Norden der Provinz, wo er ebenfalls an Schulen arbeitete. Besonders in Current River blieb er, um dort, abgesehen von seiner Militärzeit in den Jahren 1942 bis 1946, als Lehrer tätig zu sein, bis 1966 als Principal.
Garton heiratete Evelyn MacGoldrick, die aus Port Arthur stammte. An der Queen’s University wurde er 1942 in Chemie und Biologie promoviert. Zudem intensivierte er nun seine bereits 1933 begonnene Sammeltätigkeit. Im selben Jahr hatte eine Gruppe von Naturbegeisterten die Thunder Bay Field Naturalists gegründet, die Garton bald leitete. Auch initiierte er einen Junior Naturalists Club.
Nachdem er 1966 in den Ruhestand gegangen war, befasste er sich hauptsächlich mit botanischen Fragen, baute seine Sammlung weiter aus. Seine am Ende 14.000 Arten umfassende Sammlung überließ er der Lakehead-Universität. Garton wurde Kurator des Herbariums, zudem informeller Berater und Mentor einer großen Zahl von Studenten. Auch eröffnete er ein kleines Museum in Sibley (heute Sleeping Giant Provincial Park).
Garton wurde Mitglied in einer Reihe wissenschaftlicher Gesellschaften, darunter der American Bryological and Lichenological Society, des American Institute of Biological Sciences, der Canadian Botanical Association, der Federation of Ontario Naturalists, deren Direktor er zeitweise war, ebenso wie er die Port Arthur Horticultural Society und die Thunder Bay Field Naturalists leitete. Nebenbei schrieb er im Geheimen Gedichte.
Nicht nur das Herbarium an der Universität wurde nach ihm benannt, sondern auch die Schule, an der er hauptsächlich beschäftigt gewesen war.

## Veröffentlichungen (Auswahl)
- Checklist – Vascular Plants of Thunder Bay District, 1984 (überarbeitet mit Joan Crowe und 1993 erneut herausgegeben).
- Ice age relics, arctic and alpine plants, in: Nature Northwest 41 (1987) 2–7.
- mit James H. Soper, David R. Given: Flora of the North Shore of Lake Superior, National Museum of Natural Sciences 1989.
- Botanical Investigation: Pukaskwa National Park, Lakehead University, 1975 (44 S., unveröffentlicht)